# Gran Premi de Mònaco del 1956
Resultats del Gran Premi de Mònaco de Fórmula 1 de la temporada 1956, disputat al circuit urbà de Montecarlo el 13 de maig del 1956.

## Resultats de la cursa
| Pos | No | Pilot                                    | Equip    | Voltes | Temps/ Retir.    | Pos. de sort. | Punts |
| --- | -- | ---------------------------------------- | -------- | ------ | ---------------- | ------------- | ----- |
| 1   | 28 | Stirling Moss                            | Maserati | 100    | 3h 00' 32. 9     | 2             | 8     |
| 2   | 26 | Peter Collins · Juan Manuel Fangio       | Ferrari  | 100    | + 6.1 s          | 9             | 3 4   |
| 3   | 30 | Jean Behra                               | Maserati | 99     | + 1 Volta        | 4             | 4     |
| 4   | 20 | Eugenio Castellotti · Juan Manuel Fangio | Ferrari  | 99     | + 1 Volta        | 1             | 1.5   |
| 5   | 6  | Hernando da Silva Ramos                  | Gordini  | 93     | + 7 Voltes       | 14            | 2     |
| 6   | 4  | Élie Bayol · André Pilette               | Gordini  | 88     | + 12 Voltes      | 11            |       |
| 7   | 32 | Cesare Perdisa                           | Maserati | 86     | + 14 Voltes      | 7             |       |
| 8   | 18 | Horace Gould                             | Maserati | 85     | + 15 Voltes      | 16            |       |
| Ret | 2  | Robert Manzon                            | Gordini  | 90     | Accident         | 12            |       |
| Ret | 8  | Louis Rosier                             | Maserati | 72     | Motor            | 15            |       |
| Ret | 20 | Eugenio Castellotti                      | Ferrari  | 14     | Embragatge       | 3             |       |
| Ret | 14 | Maurice Trintignant                      | Vanwall  | 13     | Sobreescalfament | 6             |       |
| Ret | 16 | Harry Schell                             | Vanwall  | 2      | Accident         | 5             |       |
| Ret | 24 | Luigi Musso                              | Ferrari  | 2      | Accident         | 8             |       |
| NVQ | 36 | Giorgio Scarlatti                        | Ferrari  |        |                  |               |       |
| WD  | 10 | Mike Hawthorn                            | BRM      |        | Motor            |               |       |
| WD  | 12 | Tony Brooks                              | BRM      |        | Motor            |               |       |
| WD  | 34 | Louis Chiron                             | Maserati |        | Motor            |               |       |

## Altres
- Pole: Juan Manuel Fangio 1' 44. 00
- Volta ràpida: Juan Manuel Fangio 1' 44.40 (a la volta 100)
- Debut a un Gran Premi: Tony Brooks i Giorgio Scarlatti.
- Cotxes compartits:
  - Cotxe #26: Peter Collins (54 Voltes) i Juan Manuel Fangio (46 Voltes). Ells van compartir els 6 punts del segon lloc.
  - Cotxe #20: Juan Manuel Fangio (40 Voltes) i Eugenio Castellotti (54 Voltes). Com Fangio ja va rebre punts pel segon lloc, Castellotti només va rebre els 1.5 punts corresponents de compartir el 4 lloc.
  - Cotxe #4: Élie Bayol (44 Voltes) i André Pilette (44 Voltes).